# ウィリアム・パルトニー (1731-1763)

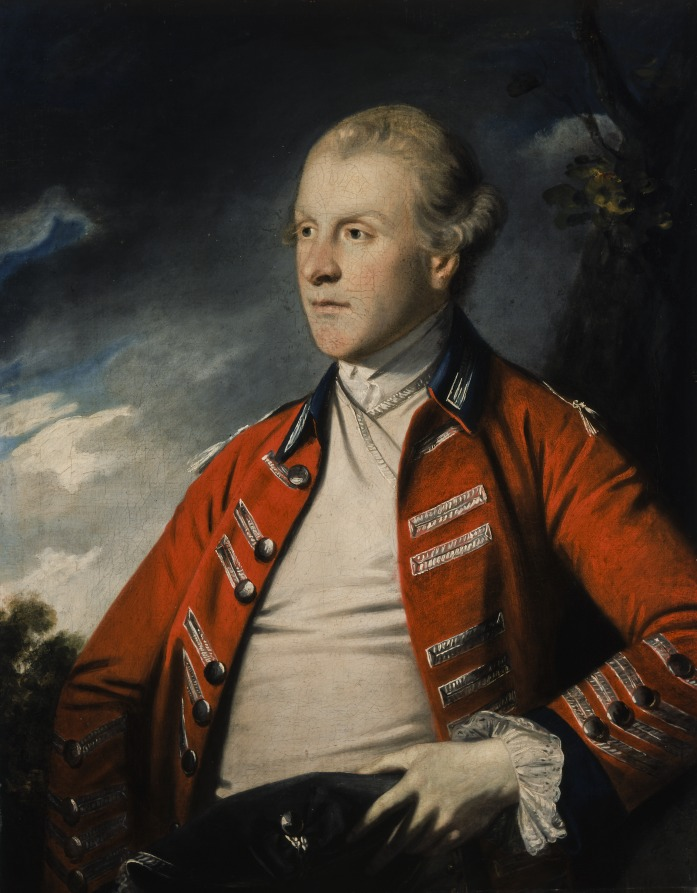
ウィリアム・パルトニーの肖像画。ジョシュア・レイノルズ作、1761年。

パルトニー子爵ウィリアム・パルトニー（英語: William Pulteney, Viscount Pulteney、1731年1月9日 - 1763年2月12日）は、グレートブリテン王国の政治家、軍人。ホイッグ党所属。

## 生涯
ウィリアム・パルトニー（後の初代バース伯爵）と妻のアンナ・マリア（Anna Maria、1697年ごろ – 1758年9月14日、旧姓ガムリー（Gumley）、ジョン・ガムリーの娘）の1人息子として生まれた。1740年から1747年までウェストミンスター・スクールで教育を受け、1748年7月に家庭教師のジョン・ダグラス（のちソールズベリー主教）とともにグランドツアーに出て、ライプツィヒに向かった。しかし、海外滞在中に自身の結婚をめぐって両親と喧嘩になり、1754年4月に仲直りするまで帰国しなかった。
1754年イギリス総選挙で父が議席を購入した結果、パルトニーはオールド・サラム選挙区で庶民院議員に当選した。1760年9月16日に寝室侍従に任命され、1763年1月から2月までは国王ジョージ3世のエー＝ド＝カン（副官）を務めた。
1759年7月に父が第85歩兵連隊を招集すると、パルトニーは連隊の副隊長に任命され、1761年2月に連隊とともにベル＝イル占領に参戦したのち、同年11月にポルトガル王国に向かった。パルトニーの不在中に行われた1761年イギリス総選挙ではウェストミンスター選挙区に鞍替えして、無投票で当選した。1763年にスペイン経由で帰国の道につくが、同年2月12日に道中のマドリードで生涯未婚のまま病死した。4月21日、ウェストミンスター寺院に埋葬された。
多額の債務を残しており、父が相続を放棄した。その父も1764年7月8日に死去、バース伯爵位は廃絶した。